# 入婿
入婿（入り婿、いりむこ）は、男性が配偶者側の家名あるいは家督を継承すること、またその男性。婿養子とも言うが、そちらでは明治時代に制定された民法における旧規定を説明し、本記事ではそれ以前の歴史的な事柄を対象とする。

## 概要
主に日本における風習であり、本来何の関係も持たない男性（傍系血族の場合もある）が、名実ともに配偶者である女性の実家の一族に組み込まれるという風習は、他国ではあまりない。養子という義理の関係が実子と同等に見なされるのは中華文明圏の風習で、ヨーロッパなどにはない（キリスト教では神以外の者が親子関係を勝手に作るのは冒涜と考えられた。キリスト教化以前の古代ローマではそうした形の養子が行われている）。一方、中華文明圏では宗族の概念が強く、他姓の者を養子にすることは少ない。母系制社会であったとされる日本など、少数の民族のみが持つ風習である。
家制度、家督の概念ができると、養子の一形態として行われるようになった。戦国時代には立花宗茂や小早川隆景、直江兼続など多くの例があり、江戸時代においては武家のみならず商家、農家においても一般的に行われた。
妻の実家に同居している男性を「入婿」や「マスオさん」（長谷川町子の漫画『サザエさん』の登場人物にちなむ）と呼ぶことがあるが、「フグ田マスオ」は配偶者の実家である磯野家に同居しているものの磯野家の籍には入っておらず、入婿ではない。寧ろサザエの方がフグ田家に嫁入りした。(サザエの姓名は「フグ田サザエ」。)また、配偶者の実家に同居していなくても、戸籍上配偶者側の籍に入った男性は入婿である。

## 入婿の事例と背景
ごく最近まで入婿が頻繁に行われていたのは、三重県沿岸地帯の海女集落や、岐阜県白川郷の養蚕家、江戸時代の大坂の商業街船場に住む大商人たちであったとされている。
特に商家の入婿は近世文学の世界ではかなり頻繁に登場する存在で、上方で発展した人形浄瑠璃や和事を中心とした歌舞伎にその生活が描かれている。彼らの家に男子が出生しなかった場合（あるいは後継者として不適格な男子であった場合）、当主は多くの使用人のうちから人格、素行、能力などの優れた若者を選んで娘との縁談を持ちかけ、2人の承諾を得たら長女の配偶者として自分の一族に彼を迎え入れ、優秀な後継者を得ていた。また、男子のいない家の場合は長女が選んだ男性をそのまま入婿として迎えることもあった（そのような場合、保険として次女以下に優秀な男性を配偶者として迎え、支店を任せた例も散見される）。当主が次々と他家から入ってくるため、大阪の旧家には「女紋」といって女系で継承する家紋を持つ家もある。このような旧家では優秀な子飼いの使用人が令嬢の婿に選ばれることが多く、使用人出身ゆえに夫の立場は弱かった。有名な『曽根崎心中』の主人公も、奉公先の令嬢を妻にした入婿であった。山崎豊子の小説『女系家族』は、戦後間もない時期の大阪・船場の商家を舞台に、入り婿で家系を貫いていた一族の相続争いを描いている。
海女集落や養蚕集落の場合、一家の主な働き手は女性であり、娘を嫁に出すと貴重な働き手が引き抜かれてしまうため、慣習的な入婿制度が必要とされたと思われる。
一方で、岩手県、宮城県、秋田県など東北地方を中心に、男女の別を問わずに第一子が家産を相続する慣行が見られたことが、中川善之助により紹介されている。この場合、第一子が女子で弟が後で産まれても、長子である女子が家督を相続し（姉家督）、迎えた入婿が戸籍上の戸主となった。弟は分家を新たに立てるか、他家へ養子にいくこととなる。明治時代中期までは多くの事例が確認できたが、以後は姿を消した。
大相撲の世界では、年寄名跡を継承する際に、親方の娘を有力な力士と結婚させて後継者とすることが現在でも多く、この場合入婿の形を取る。これは前述の商家の入婿の例に似ているが、年寄襲名資格が力士として一定以上の実績を残した者に限定され（年寄名跡#襲名条件を参照）、さらに相撲部屋の経営者・指導者としてふさわしい能力を持つと認められる者となるとさらに数が絞られる。平成期以降では以下の例があるが、琴ノ若以外は後に離婚に至っている。
- 琴ノ若（先代佐渡ヶ嶽親方（元横綱・琴櫻）の娘婿となり佐渡ヶ嶽部屋を継承）
- 金親（先々代宮城野親方（元小結・廣川）の娘婿となり宮城野部屋を継承したが、後に日本相撲協会から処分を受け部屋の師匠から降りた）
- 旭豊（先代立浪親方（元関脇・羽黒山）の娘婿となり立浪部屋を継承したが、間もなく先代と部屋経営を巡って対立。裁判の末、部屋及び年寄名跡は確保した。）
- 貴闘力（大鵬親方（元横綱・大鵬）の娘婿となり大鵬部屋（名称変更して大嶽部屋）を継承したが、後に日本相撲協会から処分を受け解雇された）

入婿が一般的に行われていた時代、入婿は人格・能力ともに優れた男性、または魅力ある男性というイメージが強く、格下の出身から豊かな家を継ぐため「男の夢」と見られていたが、「米糠（こぬか）3合あれば養子に行くな」という格言があるように、養家では肩身のせまい存在になることも多かった。これは、女性の嫁入りが「女の夢」とされたものの、嫁ぎ先で立場が弱くなることも多かった事実と類似している。

## 小糠三合あるならば入り婿すな
「小糠三合持ったら養子に行くな」とも。男はわずかでも財産があるなら、他家へ入り婿せず、独立して一家を構えよ、という自立の心構えを言う例えだが、入り婿の苦労が多いことも指している。若者衆の結束の固い村落においては、地元で生まれ育った男に比べ、入り婿は村内での立場上の差別がつけられ、苛めの対象になることもあった。これには、よそ者が村の娘を独占することに対する報復の意味もあった。

## 物語上の入婿
王が「魔物を退治した者を姫と結婚させる」というお触れを出し、主人公の男性が冒険をするという物語は古くから好まれている。この場合、主人公の男性はしばしば身分が低いものの利口で勇敢な好人物の若者として描かれ、結婚後は王家（＝妻の家系）の地位を受け継ぐことが多い。これも入婿の一種である。